# Stary Sącz (gmina)
Stary Sącz est une gmina mixte du powiat de Nowy Sącz, Petite-Pologne, dans le sud de Pologne. Son siège est la ville de Stary Sącz, qui se situe environ 9 km au sud-ouest de Nowy Sącz et 75 km au sud-est de la capitale régionale Cracovie.
La gmina couvre une superficie de 102,41 km2 pour une population de 22 206 habitants.

## Géographie
Outre la ville de Stary Sącz, la gmina inclut les villages de Barcice Dolne, Barcice Górne, Gaboń, Gaboń-Praczka, Gołkowice Dolne, Gołkowice Górne, Łazy Biegonickie, Mostki, Moszczenica Niżna, Moszczenica Wyżna, Myślec, Popowice, Przysietnica, Skrudzina et Wola Krogulecka.
La gmina borde les villes de Nowy Sącz et Szczawnica, et les gminy de Łącko, Nawojowa, Podegrodzie et Rytro.